# Desafio Internacional das Estrelas de 2011
O Desafio Internacional das Estrelas de 2011 foi a sétima edição do Desafio Internacional das Estrelas, corrida de kart realizada nos dias 3 e 4 de dezembro e promovido pelo piloto brasileiro da Fórmula 1, Felipe Massa. Pela 3ª vez consecutiva foi realizado no kartódromo construído no Arena Sapiens Park, localizado na capital catarinense Florianópolis. O evento reuniu grandes nomes do automobilismo mundial. Um terço do grid foi formando por pilotos que atuavam na temporada da Fórmula 1 daquele ano e metade do grid já havia participado da categoria.  O espanhol Jaime Alguersuari foi o campeão, após a desclassificação do francês Jules Bianchi.

## Pilotos participantes
| Piloto               | Nacionalidade              | Categoria        |
| -------------------- | -------------------------- | ---------------- |
| Adrian Sutil         | Alemanha                   | Fórmula 1        |
| Allam Khodair        | Brasil ( São Paulo)        | Stock Car Brasil |
| Antonio Pizzonia     | Brasil ( Amazonas)         | Stock Car Brasil |
| Bia Figueiredo       | Brasil ( São Paulo)        | Fórmula Indy     |
| Cacá Bueno           | Brasil ( Rio de Janeiro)   | Stock Car Brasil |
| Christian Fittipaldi | Brasil ( São Paulo)        | Trofeo Linea     |
| Enrique Bernoldi     | Brasil ( Paraná)           | FIA GT           |
| Gianni Morbidelli    | Itália                     | Ex-Fórmula 1     |
| Hélio Castroneves    | Brasil ( São Paulo)        | Fórmula Indy     |
| Jaime Alguersuari    | Espanha                    | Fórmula 1        |
| Jérôme d'Ambrosio    | Bélgica                    | Fórmula 1        |
| Jules Bianchi        | França                     | GP2              |
| Leonardo Nienkötter  | Brasil                     | Trofeu Linea     |
| Lucas di Grassi      | Brasil ( São Paulo)        | Fórmula 1        |
| Luciano Burti        | Brasil ( São Paulo)        | Stock Car Brasil |
| Marcos Gomes         | Brasil ( São Paulo)        | Stock Car Brasil |
| Max Wilson           | Brasil (naturalizado)      | Stock Car Brasil |
| Nelsinho Piquet      | Brasil (naturalizado)      | NASCAR           |
| Pastor Maldonado     | Venezuela                  | Fórmula 1        |
| Pietro Fittipaldi    | Brasil (naturalizado)      | NASCAR           |
| Popó Bueno           | Brasil ( Rio de Janeiro)   | Stock Car Brasil |
| Ricardo Zonta        | Brasil ( Paraná)           | Stock Car Bar    |
| Rubens Barrichello   | Brasil ( São Paulo)        | Fórmula 1        |
| Tony Kanaan          | Brasil ( Bahia)            | Fórmula Indy     |
| Tuka Rocha           | Brasil ( São Paulo)        | Stock Car Brasil |
| Vitantonio Liuzzi    | Itália                     | Fórmula 1        |
| Vitor Meira          | Brasil ( Distrito Federal) | Fórmula Indy     |
| Xandinho Negrão      | Brasil ( São Paulo)        | Stock Car Brasil |

## Resultados

### 1ª Bateria[3]
| #   | Piloto               | Tempo       | Pontos |
| 1   | Jules Bianchi        | 26m17s395   | 25     |
| 2   | Jaime Alguersuari    | +7s487      | 20     |
| 3   | Felipe Massa         | +7s538      | 16     |
| 4   | Nelsinho Piquet      | +20s280     | 13     |
| 5   | Antonio Pizzonia     | +21s062     | 11     |
| 6   | Rubens Barrichello   | +22s529     | 10     |
| 7   | Jerome d'Ambrosio    | +25s620     | 9      |
| 8   | Lucas di Grassi      | +29s376     | 8      |
| 9   | Allam Khodair        | +29s788     | 7      |
| 10  | Luciano Burti        | +35s827     | 6      |
| 11  | Vitantonio Liuzzi    | +38s301     | 5      |
| 12  | Ricardo Zonta        | +38s406     | 4      |
| 13  | Tony Kanaan          | +38s982     | 3      |
| 14  | Cacá Bueno           | +39s209     | 2      |
| 15  | Xandinho Negrão      | +39s292     | 1      |
| 16  | Vitor Meira          | +40s254     |        |
| 17  | Bia Figueiredo       | +40s308     |        |
| 18  | Adrian Sutil         | +42s598     |        |
| 19  | Leonardo Nienkotter  | +43s513     |        |
| 20  | Helio Castroneves    | +43s584     |        |
| 21  | Enrique Bernoldi     | +47s217     |        |
| 22  | Max Wilson           | +47s730     |        |
| Ret | Pastor Maldonado     | Rodou       |        |
| Ret | Christian Fittipaldi | p/ mecânico |        |
| Ret | Pietro Fittipaldi    | p/ mecânico |        |
| Ret | Tuka Rocha           | p/ mecânico |        |
| Ret | Popó Bueno           | Acidente    |        |
| Ret | Marcos Gomes         | Pneu        |        |
| Dsq | Gianni Morbidelli    | Irreg. téc. |        |

### 2ª Bateria[4]
| #   | Piloto               | Tempo       | Pontos |
| 1   | Jaime Alguersuari    | 31m30s485   | 25     |
| 2   | Lucas di Grassi      | +5s211      | 20     |
| 3   | Rubens Barrichello   | +5s353      | 16     |
| 4   | Felipe Massa         | +5s946      | 13     |
| 5   | Jerome d'Ambrosio    | +6s515      | 11     |
| 6   | Antonio Pizzonia     | +6s997      | 10     |
| 7   | Ricardo Zonta        | +11s371     | 9      |
| 8   | Luciano Burti        | +14s500     | 8      |
| 9   | Marcos Gomes         | +14s791     | 7      |
| 10  | Helio Castroneves    | +18s226     | 6      |
| 11  | Vitantonio Liuzzi    | +18s720     | 5      |
| 12  | Cacá Bueno           | +31s409     | 4      |
| 13  | Enrique Bernoldi     | +31s641     | 3      |
| 14  | Gianni Morbidelli    | +39s020     | 2      |
| 15  | Pietro Fittipaldi    | +46s142     | 1      |
| 16  | Allam Khodair        | 4 voltas    |        |
| Ret | Popó Bueno           | 11 voltas   |        |
| Ret | Max Wilson           | 13 voltas   |        |
| Ret | Adrian Sutil         | 14 voltas   |        |
| Ret | Tony Kanaan          | 16 voltas   |        |
| Ret | Christian Fittipaldi | 21 voltas   |        |
| Ret | Tuka Rocha           | 24 voltas   |        |
| Ret | Xandinho Negrão      | 31 voltas   |        |
| Ret | Pastor Maldonado     | 33 voltas   |        |
| Dsq | Jules Bianchi        | Irreg. téc. |        |
| Dsq | Nelsinho Piquet      | Irreg. téc. |        |
| Dsq | Vitor Meira          | Irreg. téc. |        |
| Dsq | Leonardo Nienkotter  | Irreg. téc. |        |
| Dsq | Bia Figueiredo       | Irreg. téc. |        |

Os carros de J. Biachi, N. Piquet, V. Meira, L. Nienkotter e B. Figueiredo estavam abaixo do peso mínimo exigido.

### Resultado Final[5]
| #  | Piloto             | 1ª bateria | 2ª bateria | Pontos |
| -- | ------------------ | ---------- | ---------- | ------ |
| 1  | Jaime Alguersuari  | 25         | 20         | 45     |
| 2  | Felipe Massa       | 16         | 13         | 29     |
| 3  | Lucas di Grassi    | 8          | 20         | 28     |
| 4  | Rubens Barrichello | 10         | 16         | 26     |
| 5  | Jules Bianchi      | 25         | 0          | 25     |
| 6  | Antonio Pizzonia   | 11         | 10         | 21     |
| 7  | Jerome d'Ambrosio  | 9          | 11         | 20     |
| 8  | Luciano Burti      | 6          | 8          | 14     |
| 9  | Nelsinho Piquet    | 13         | 0          | 13     |
| 10 | Ricardo Zonta      | 4          | 9          | 13     |
| 11 | Vitantonio Liuzzi  | 5          | 5          | 10     |
| 12 | Allam Khodair      | 7          | 0          | 7      |
| 13 | Marcos Gomes       | 0          | 7          | 7      |
| 14 | Cacá Bueno         | 2          | 4          | 6      |
| 15 | Helio Castroneves  | 0          | 6          | 6      |
| 16 | Tony Kanaan        | 3          | 0          | 3      |
| 17 | Enrique Bernoldi   | 0          | 3          | 3      |
| 18 | Gianni Morbidelli  | 0          | 2          | 2      |
| 19 | Xandinho Negrão    | 1          | 0          | 1      |
| 20 | Pietro Fittipaldi  | 0          | 1          | 1      |